# Wereldkampioenschap superbike van Monza 2013
Het wereldkampioenschap superbike van Monza 2013 was de vierde ronde van het wereldkampioenschap superbike en het wereldkampioenschap Supersport 2013. De races werden verreden op 12 mei 2013 op het Autodromo Nazionale Monza nabij Monza, Italië.

## Superbike

### Race 1
| Pos | Nr | Rijder            | Constructeur | Rondes | Tijd         | Grid | Punten |
| --- | -- | ----------------- | ------------ | ------ | ------------ | ---- | ------ |
| 1   | 33 | Marco Melandri    | BMW          | 18     | 30:54.925    | 5    | 25     |
| 2   | 66 | Tom Sykes         | Kawasaki     | 18     | +0.085       | 1    | 20     |
| 3   | 58 | Eugene Laverty    | Aprilia      | 18     | +0.107       | 2    | 16     |
| 4   | 50 | Sylvain Guintoli  | Aprilia      | 18     | +1.844       | 3    | 13     |
| 5   | 19 | Chaz Davies       | BMW          | 18     | +7.629       | 9    | 11     |
| 6   | 84 | Michel Fabrizio   | Aprilia      | 18     | +8.407       | 10   | 10     |
| 7   | 76 | Loris Baz         | Kawasaki     | 18     | +15.555      | 11   | 9      |
| 8   | 65 | Jonathan Rea      | Honda        | 18     | +16.465      | 4    | 8      |
| 9   | 2  | Leon Camier       | Suzuki       | 18     | +16.668      | 8    | 7      |
| 10  | 34 | Davide Giugliano  | Aprilia      | 18     | +26.820      | 6    | 6      |
| 11  | 86 | Ayrton Badovini   | Ducati       | 18     | +38.908      | 12   | 5      |
| 12  | 27 | Max Neukirchner   | Ducati       | 18     | +38.951      | 13   | 4      |
| 13  | 32 | Fabrizio Lai      | Kawasaki     | 18     | +52.788      | 14   | 3      |
| 14  | 72 | Kousuke Akiyoshi  | Honda        | 18     | +55.889      | 18   | 2      |
| 15  | 23 | Federico Sandi    | Kawasaki     | 18     | +56.006      | 15   | 1      |
| 16  | 8  | Mark Aitchison    | Ducati       | 18     | +56.827      | 17   |        |
| 17  | 16 | Jules Cluzel      | Suzuki       | 18     | +59.545      | 7    |        |
| DNF | 31 | Vittorio Iannuzzo | BMW          | 7      | Uitgevallen  | 19   |        |
| DNS | 7  | Carlos Checa      | Ducati       | 0      | Niet gestart |      |        |

### Race 2
| Pos | Nr | Rijder            | Constructeur | Rondes | Tijd         | Grid | Punten |
| --- | -- | ----------------- | ------------ | ------ | ------------ | ---- | ------ |
| 1   | 58 | Eugene Laverty    | Aprilia      | 18     | 30:59.653    | 2    | 25     |
| 2   | 33 | Marco Melandri    | BMW          | 18     | +0.143       | 5    | 20     |
| 3   | 66 | Tom Sykes         | Kawasaki     | 18     | +0.725       | 1    | 16     |
| 4   | 50 | Sylvain Guintoli  | Aprilia      | 18     | +1.619       | 3    | 13     |
| 5   | 84 | Michel Fabrizio   | Aprilia      | 18     | +9.965       | 10   | 11     |
| 6   | 34 | Davide Giugliano  | Aprilia      | 18     | +10.066      | 6    | 10     |
| 7   | 2  | Leon Camier       | Suzuki       | 18     | +12.241      | 8    | 9      |
| 8   | 76 | Loris Baz         | Kawasaki     | 18     | +29.771      | 11   | 8      |
| 9   | 86 | Ayrton Badovini   | Ducati       | 18     | +35.005      | 12   | 7      |
| 10  | 27 | Max Neukirchner   | Ducati       | 18     | +41.757      | 13   | 6      |
| 11  | 32 | Fabrizio Lai      | Kawasaki     | 18     | +52.579      | 14   | 5      |
| 12  | 31 | Vittorio Iannuzzo | BMW          | 18     | +1:28.772    | 19   | 4      |
| 13  | 23 | Federico Sandi    | Kawasaki     | 17     | +1 ronde     | 15   | 3      |
| DNF | 19 | Chaz Davies       | BMW          | 11     | Ongeluk      | 9    |        |
| DNF | 65 | Jonathan Rea      | Honda        | 5      | Uitgevallen  | 4    |        |
| DNF | 72 | Kousuke Akiyoshi  | Honda        | 4      | Ongeluk      | 18   |        |
| DNF | 8  | Mark Aitchison    | Ducati       | 3      | Uitgevallen  | 17   |        |
| DNF | 16 | Jules Cluzel      | Suzuki       | 1      | Ongeluk      | 7    |        |
| DNS | 7  | Carlos Checa      | Ducati       | 0      | Niet gestart |      |        |

## Supersport
| Pos | Nr | Rijder               | Constructeur | Rondes | Tijd           | Grid | Punten |
| --- | -- | -------------------- | ------------ | ------ | -------------- | ---- | ------ |
| 1   | 11 | Sam Lowes            | Yamaha       | 10     | 18:09.799      | 1    | 25     |
| 2   | 19 | Florian Marino       | Kawasaki     | 10     | +0.798         | 2    | 20     |
| 3   | 26 | Lorenzo Zanetti      | Honda        | 10     | +0.989         | 4    | 16     |
| 4   | 84 | Riccardo Russo       | Kawasaki     | 10     | +1.342         | 6    | 13     |
| 5   | 88 | Kev Coghlan          | Kawasaki     | 10     | +1.487         | 8    | 11     |
| 6   | 32 | Sheridan Morais      | Honda        | 10     | +8.261         | 12   | 10     |
| 7   | 65 | Vladimir Leonov      | Yamaha       | 10     | +11.044        | 21   | 9      |
| 8   | 9  | Luca Scassa          | Kawasaki     | 10     | +11.169        | 14   | 8      |
| 9   | 6  | Vladimir Ivanov      | Kawasaki     | 10     | +11.199        | 16   | 7      |
| 10  | 87 | Luca Marconi         | Honda        | 10     | +11.253        | 10   | 6      |
| 11  | 44 | Roberto Rolfo        | MV Agusta    | 10     | +14.119        | 20   | 5      |
| 12  | 20 | Mathew Scholtz       | Suzuki       | 10     | +14.522        | 11   | 4      |
| 13  | 21 | Christian Iddon      | MV Agusta    | 10     | +14.964        | 26   | 3      |
| 14  | 37 | David Linortner      | Honda        | 10     | +15.079        | 23   | 2      |
| 15  | 5  | Raffaele De Rosa     | Honda        | 10     | +15.123        | 13   | 1      |
| 16  | 64 | Matt Davies          | Honda        | 10     | +15.313        | 19   |        |
| 17  | 25 | Alex Baldolini       | Honda        | 10     | +20.309        | 15   |        |
| 18  | 5  | Roberto Tamburini    | Suzuki       | 10     | +22.110        | 22   |        |
| 19  | 14 | Gábor Talmácsi       | Honda        | 10     | +22.114        | 18   |        |
| 20  | 7  | Nacho Calero         | Honda        | 10     | +31.116        | 25   |        |
| 21  | 73 | Dino Lombardi        | Yamaha       | 10     | +37.233        | 31   |        |
| 22  | 34 | Balázs Németh        | Honda        | 10     | +37.766        | 28   |        |
| 23  | 10 | Imre Tóth            | Honda        | 10     | +45.013        | 27   |        |
| 24  | 33 | Yves Polzer          | Honda        | 10     | +58.095        | 30   |        |
| 25  | 35 | Mitchell Carr        | Triumph      | 10     | +58.364        | 32   |        |
| 26  | 24 | Eduard Blokhin       | Honda        | 10     | +1:14.447      | 34   |        |
| DNF | 59 | Alex Schacht         | Honda        | 8      | Uitgevallen    | 29   |        |
| DNF | 3  | Stefano Cruciani     | Kawasaki     | 7      | Ongeluk        | 5    |        |
| DNF | 4  | Jack Kennedy         | Honda        | 6      | Ongeluk        | 17   |        |
| DNF | 54 | Kenan Sofuoğlu       | Kawasaki     | 4      | Schade ongeluk | 3    |        |
| DNF | 8  | Andrea Antonelli     | Kawasaki     | 3      | Uitgevallen    | 24   |        |
| DNS | 60 | Michael van der Mark | Honda        | 0      | Niet gestart   | 7    |        |
| DNS | 99 | Fabien Foret         | Kawasaki     | 0      | Niet gestart   | 9    |        |
| DNS | 51 | Alessia Polita       | Yamaha       | 0      | Niet gestart   | 33   |        |
| DNS | 55 | Massimo Roccoli      | Yamaha       | 0      | Niet gestart   | 35   |        |

## Tussenstanden na wedstrijd

### Superbike
| Pos | Nr | Rijder           | Team     | Punten |
| --- | -- | ---------------- | -------- | ------ |
| 1   | 50 | Sylvain Guintoli | Aprilia  | 137    |
| 2   | 58 | Eugene Laverty   | Aprilia  | 124    |
| 3   | 66 | Tom Sykes        | Kawasaki | 119    |
| 4   | 33 | Marco Melandri   | BMW      | 96     |
| 5   | 19 | Chaz Davies      | BMW      | 94     |

### Supersport
| Pos | Nr | Rijder               | Team     | Punten |
| --- | -- | -------------------- | -------- | ------ |
| 1   | 11 | Sam Lowes            | Yamaha   | 70     |
| 2   | 99 | Fabien Foret         | Kawasaki | 54     |
| 3   | 60 | Michael van der Mark | Honda    | 49     |
| 4   | 54 | Kenan Sofuoğlu       | Kawasaki | 45     |
| 5   | 26 | Lorenzo Zanetti      | Honda    | 40     |

1990 · 1992 · 1993 · 1995 · 1996 · 1997 · 1998 · 1999 · 2000 · 2001 · 2002 · 2003 · 2004 · 2005 · 2006 · 2007 · 2008 · 2009 · 2010 · 2011 · 2012 · 2013